# Mirjam Tschopp
Mirjam Tschopp (* 1976 in Zürich) ist eine Schweizer Violinistin und Bratschistin und seit 2019 Professorin für beide Instrumente an der Universität für Musik und darstellende Kunst Wien.

## Biografie
Seit ihrem Solisten-Debüt mit 13 Jahren konzertiert Mirjam Tschopp, geboren in Zürich, gleichermassen auf Geige wie Bratsche und konzipiert Rezital- und Kammermusik-Programme, in denen sie mit Leichtigkeit zwischen den Instrumenten wechselt und Werke auf diese Weise in neue Zusammenhänge stellen kann.
Grosse Resonanz erhalten ihre Projekte mit Musik des 20. und 21. Jahrhunderts wie die Uraufführung unter Semyon Bychkov des ihr gewidmeten Violinkonzerts von Nicolas Bacri oder ihre CDs der Violin- und Violakonzerte von Ahmed Adnan Saygun, die weltweit begeisterte Kritiken erhielten und zu Einladungen von erstklassigen Klangkörpern führten. Auch mit „Women Composers“ legte sie ein vielbeachtetes Projekt vor. Ihre Einspielung der Violin- und Viola-Sonaten von Dmitri Schostakowitsch wurde – von der internationalen Fach-Presse als „Referenzaufnahme“ bezeichnet – für die International Classical Music Awards nominiert.
Als passionierte Kammermusikerin mit Anne-Sophie Mutter, dem Mandelring-Quartett, Josef Suk, Martin Stadtfeld, Nicolas Altstaedt, Maximilian Hornung und bis 2015 mit ihrem italienisch-schweizerischen Klaviertrio Trio des Alpes. Als Duo TschoppBovino widmet sie sich zusammen mit dem Pianisten Riccardo Bovino seit 2004 intensiv dem Sonaten-Repertoire.
Als Solistin spielte sie mit Orchestern wie dem WDR Sinfonieorchester Köln, der Dresdner Philharmonie, den Berliner Symphonikern, der Camerata St. Petersburg, der Orquesta Sinfónica Nacional Argentina, dem Presidential Symphony Orchestra Ankara, den Dortmunder Philharmonikern, dem Sinfonieorchester Basel, dem Stuttgarter Kammerorchester und dem Zürcher Kammerorchester und arbeitete mit Dirigenten wie Semyon Bychkov, José Serebrier, Pinchas Steinberg, Ari Rasilainen, Marc Piollet, Howard Griffiths, Gabriel Feltz und Matthias Foremny zusammen.
Sie trat in der Philharmonie Berlin, im Lincoln Center New York, im Concertgebouw Amsterdam, in der Wigmore Hall London, der Philharmonie Köln, im Beethovenhaus Bonn, der Liederhalle Stuttgart, dem Glazunov-Saal St. Petersburg, der Tonhalle Zürich sowie am Lucerne Festival, am Menuhin Festival Gstaad und am Verbier Festival auf. Ihre Tourneen als Mitglied der Anne-Sophie Mutter’s Virtuosi führten sie in einige der wichtigsten Säle Deutschlands, Österreichs, Chinas, Taiwans und Koreas. Der Regisseur Adrian Marthaler porträtierte sie für das Schweizer Fernsehen in zahlreichen TV-Produktionen.
Die alleinige Preisträgerin des Max-Rostal-Wettbewerbs für Viola 2000 in Berlin und Trägerin des Swiss Ambassador’s Award wurde vom Freundeskreis der Anne-Sophie Mutter Stiftung unterstützt. Nach ihrer linguistischen Matura studierte sie Violine bei Aïda Stucki, Franco Gulli und Thomas Brandis und Viola bei Christoph Schiller und erlangte Lehr-, Konzertreife- und Solistendiplome mit Auszeichnung.
Mirjam Tschopp ist Pädagogin aus Leidenschaft und Überzeugung, und die Lehrtätigkeit nimmt einen hohen Stellenwert in ihrem Musikerleben ein. 2019 wurde sie zur Universitätsprofessorin für Violine und Viola an die Universität für Musik und darstellende Kunst Wien mdw berufen. Davor lehrte sie von 2007 bis 2012 am Landeskonservatorium Innsbruck Violine, Viola, Kammermusik und Lehrpraxis und unterrichtete 2013 bis 2019 am Konservatorium Zürich. An den Austrian Master Classes und an der Eva Lind Musikakademie gibt sie Meisterkurse. Ausserdem ist sie Jurymitglied mehrerer Musikwettbewerbe, Expertin an Musikhochschulen und engagiert sich für Rhapsody in School.

## Aufnahmen
- 2016 Schostakowitsch: Violin- und Violasonaten (Genuin)
- 2014 „Women Composers“ Clarke, Boulanger, Beach: Klaviertrios, Lieder für Sopran und Trio (Dynamic)
- 2010 Klughardt: Violinkonzert (cpo)
- 2007 Saygun: Violakonzert (cpo)
- 2005 Saygun: Violinkonzert (cpo)
- 1999 Müller-Zürich und Schaeuble: Doppelkonzerte (Musikszene Schweiz)
- 1995 „Swiss Composers II“ (Swiss Radio International)
- 1990 Bjelinski: „Concertino di Primavera“ (Jecklin)

## Auszeichnungen
- 2006 Curci Violin-Wettbewerb Neapel (Interpretationspreis für zeitgenössisches Werk)
- 2003 Kiefer-Hablitzel-Stiftung und Schweizerischer Tonkünstlerverein (Studienpreis)
- 2001 “Swiss Ambassador's Award” London
- 2000 Max Rostal Viola-Wettbewerb Berlin (alleinige Preisträgerin)
- 2000 Concert Artists Guild International Competition New York (Finalistin Violine)
- 1997–1999 Migros-Kulturprozent (Studienpreis)
- 1994 Concours Eurovision (Schweizer Finalistin)
- 1993/1994 Schweizerischer Jugendmusikwettbewerb (national 1. Preis mit Auszeichnung)